# The Nameless (Slipknot)
The Nameless è un singolo promozionale del gruppo musicale statunitense Slipknot, estratto dal terzo album in studio Vol. 3: (The Subliminal Verses), pubblicato il 25 maggio 2004 dalla Roadrunner Records.

## La canzone
The Nameless è caratterizzato dall'uso incalzante di percussioni e basso. La canzone è quasi basata su un "botta e risposta", poiché come Corey Taylor dice una parola, frase o sentenza, spesso nella canzone il percussionista e corista Shawn Crahan ne dice un'altra, certe volte dicendone il significato contrario o uno relativo.

## Video musicale
Il videoclip, diretto dal percussionista del gruppo Shawn Crahan, è un montaggio di varie clip degli Slipknot durante il loro Vol. 3: (The Subliminal Verses) World Tour tenuto tra il 2004 e il 2005.

## Tracce
CD promozionale (Europa)
1. The Nameless (Edit 1) – 3:44
2. The Nameless (Live) – 4:44

## Formazione
- (#1) Joey – batteria, missaggio
- (#0) Sid – giradischi
- (#2) Paul – basso, cori
- (#4) James – chitarra
- (#6) Clown – percussioni, cori
- (#7) Mick – chitarra
- (#3) Chris – percussioni, cori
- (#5) 133 – campionatore, tastiera
- (#8) Corey – voce

## Classifiche
| Classifica (2005)             | Posizione massima |
| ----------------------------- | ----------------- |
| Stati Uniti (mainstream rock) | 25                |